# Domowina (nakladatelství)
Domowina (nakladatelství), hornolužickosrbsky  Ludowe nakładnistwo Domowina (LND), německy Domowina-Verlag, je národní nakladatelství Lužických Srbů sídlící v německém Budyšíně, kde bylo založeno v roce 1958. Navzdory shodnému názvu jde o společnost s ručením omezeným organizačně nezávislou na srbské zastřešující organizaci Domowina, která je financována prostřednictvím Nadace pro srbský lid (Załožba za serbski lud). Toto nakladatelství, jež navazuje na více než 450letou tradici lužickosrbského písemnictví, vydává knihy, noviny a časopisy v hornolužické i dolnolužické srbštině a v němčině. Jeho činnost je zaměřena na produkci publikací, které se přímo či nepřímo týkají Lužických Srbů, jejich identity, jazyka, kultury a vědy.
Domowina vydává rovněž beletristická díla současných lužickosrbských spisovatelů, jako jsou Jurij Brězan, Kito Lorenc a Róža Domašcyna. Pravidelně zde vycházejí také edice klasiků, např. Handrij Zejler, Jakub Bart-Ćišinski, Mato Kosyk a Mina Witkojc. V edici „Die sorbische Bibliothek“ jsou vydávány německé překlady lužickosrbských autorů. Každoročně vycházejí dva až tři svazky sborníku Lužickosrbského institutu v Budyšíně Schriften des Sorbischen Instituts / Spisy Serbskeho instituta, jenž zveřejňuje výsledky bádání na poli sorabistiky a etnologie. Vzhledem ke snahám o zachování a další rozvoj obou lužickosrbských jazyků je věnována zvláštní pozornost literatuře pro děti a mládež, jakož i lužickosrbským učebnicím a výukovým materiálům. K mnohostranné vydavatelské činnosti patří hornolužickosrbský večerník Serbske Nowiny, dolnolužickosrbský týdeník Nowy Casnik, kulturní časopis Rozhlad, filologicko-historický časopis Lětopis, katolický časopis Katolski Posoł a konečně časopisy Płomjo a Płomje určené pro dětské čtenáře.

## Historie
Dne 31. května 1947 udělila sovětská vojenská správa nakladatelství Domowina a jeho přidružené tiskárně licenci č. 299 k vydávání časopisu Nowa doba, který začal od 6. června 1947 vycházet jako deník o rozsahu šesti stran. Toto rozhodnutí souviselo s tehdy připravovaným „Zákonem pro ochranu lužickosrbského obyvatelstva“, jenž v roce 1948 odhlasoval Saský zemský parlament. Nakladatelství mělo formu společnosti s ručením omezeným a bylo ještě dodatečně schváleno Srbským úřadem pro lidovýchovu při Saském zemském ministerstvu pro lidovýchovu. V roce 1949 pak bylo přičleněno ke spolku Börsenverein des Deutschen Buchhandels. Protože však organizace Domowina toho času neměla žádné vlastní nakladatelství, byla tato původní společnost zrušena, a 1. července 1958 bylo znovu založeno znárodněné státní nakladatelství Domowina, což je obvykle uváděno jako oficiální datum jeho vzniku. V důsledku reorganizací tisku a vydávání knih v NDR ztratilo v roce 1962 nakladatelství Domowina právo na vydávání německých překladů ze slovanských jazyků, protože toto právo přešlo na vydavatelství Volk und Welt a Aufbau. K jeho nakladatelskému programu od té doby patřila beletrie, knihy pro děti a mládež, odborná literatura a učebnice, jeden deník a osm časopisů. Většina jeho produkce vycházela v lužické srbštině, jen asi 20 % v němčině. Každoročně bylo vydáváno asi 100 titulů, do roku 1990 celkem 2400. Průměrný náklad činil 800 až 3000 exemplářů. Za rok 1988 obrat dosáhl 5,3 milionů se ziskem 0,3 milionu východoněmeckých marek. Roku 1989 s nakladatelstvím spolupracovalo 104 autorů. Veškerá jeho činnost v tomto období spadala pod Centrální správu nakladatelství a knihkupectví při Ministerstvu kultury NDR.
V červnu 1990 došlo podle nových zákonů ke změně právní formy v GmbH i. A. (tj. s r. o. „ve výstavbě“), jejímž správcem se stal dosavadní ředitel nakladatelství a dlouholetý hlavní lektor Paul Völkel. Protože však toto menšinové nakladatelství nenašlo žádného kupce a jeho budoucnost byla nejistá, bylo od 30. června 1991 v likvidaci. Program a personál byl tehdy značně redukován, obrat klesl na polovinu. Teprve když byla v roce 1991 po dlouhých politických jednáních založena Nadace pro srbský lid (Załožba za serbski lud), financovaná spolkovými zeměmi Sasko a Braniborsko, bylo nakladatelství Domowina začleněno pod její nadační kapitál. Do konce roku 1992 však nadace ještě neměla patřičnou právní subjektivitu, takže nakladatelství prošlo privatizací a v roce 1993 vznikla společnost s ručením omezeným s všeobecně prospěšnými cíli. Nabídka se následně rozrostla také na hudebniny, zvukové nosiče, DVD a počítačové hry. Každoročně vzniká kolem 60 novinek, z nichž asi polovinu představují lužickosrbské učebnice. K okamžitému nákupu bývá k dispozici téměř 1000 titulů. V nakladatelství v roce 2007 pracovalo celkem 41 osob, počítaje v to i redakce přidružených novin a časopisů, 18 z nich se podílelo přímo na nakladatelských činnostech.

## Autoři

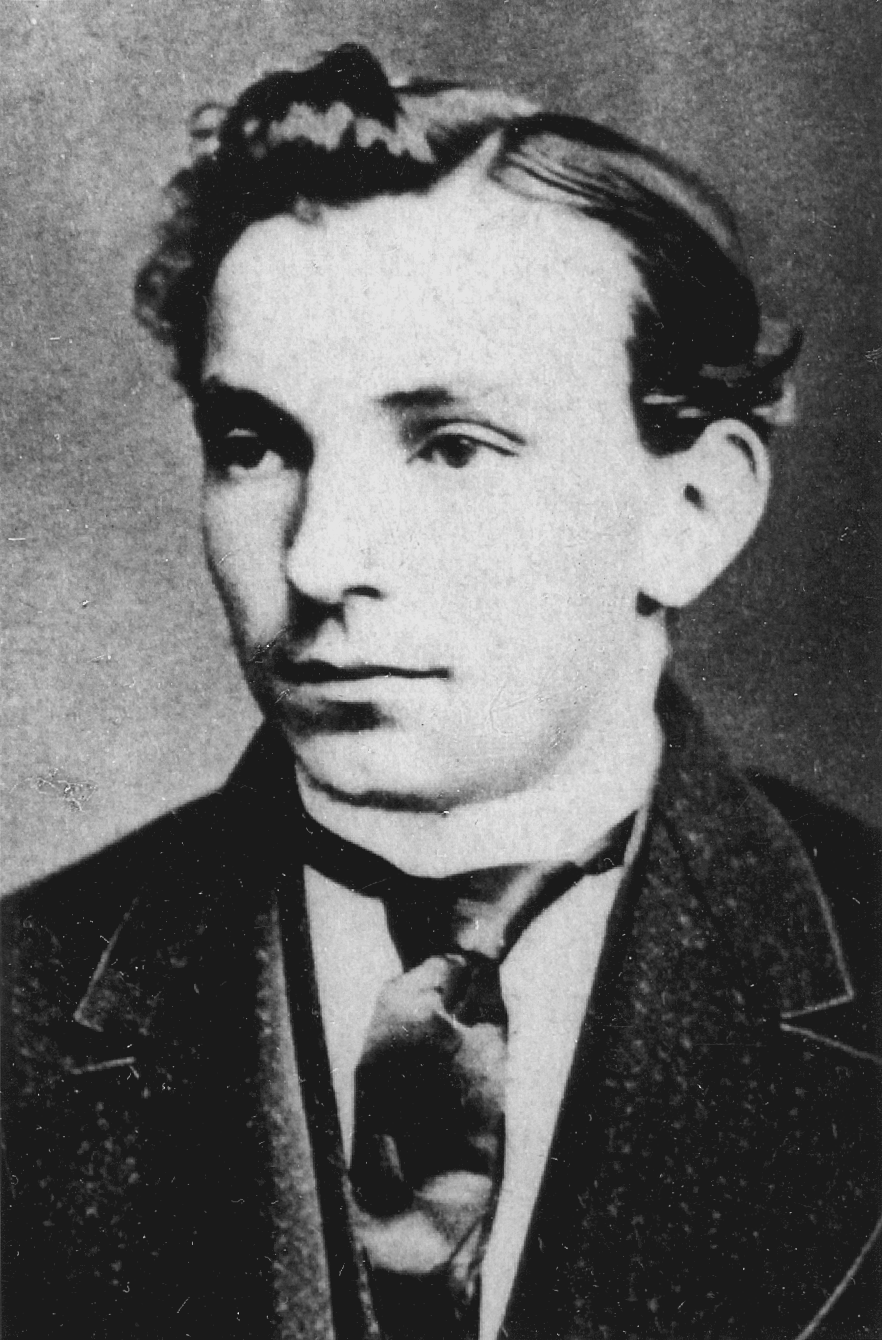
Jakub Bart-Ćišinski
(1856–1909)

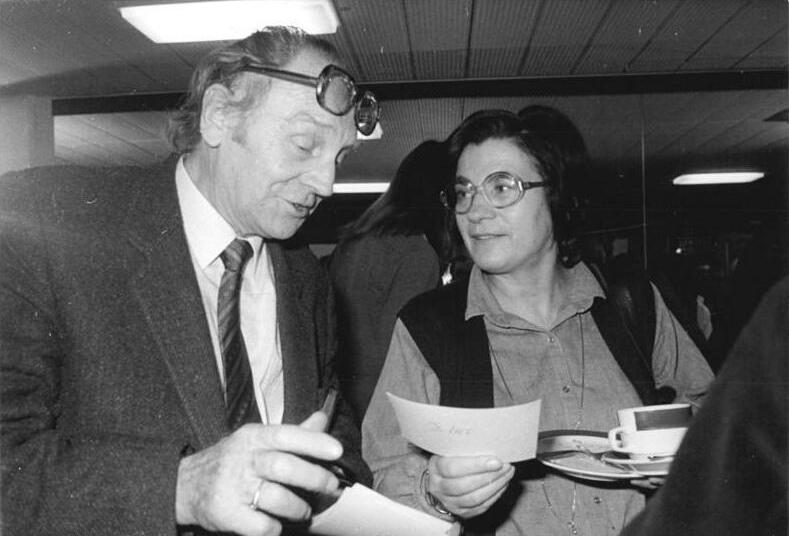
Jurij Brězan na „Berlínském setkání na podporu míru“ se spisovatelkou Christou Wolfovou (13.–14. prosince 1981)

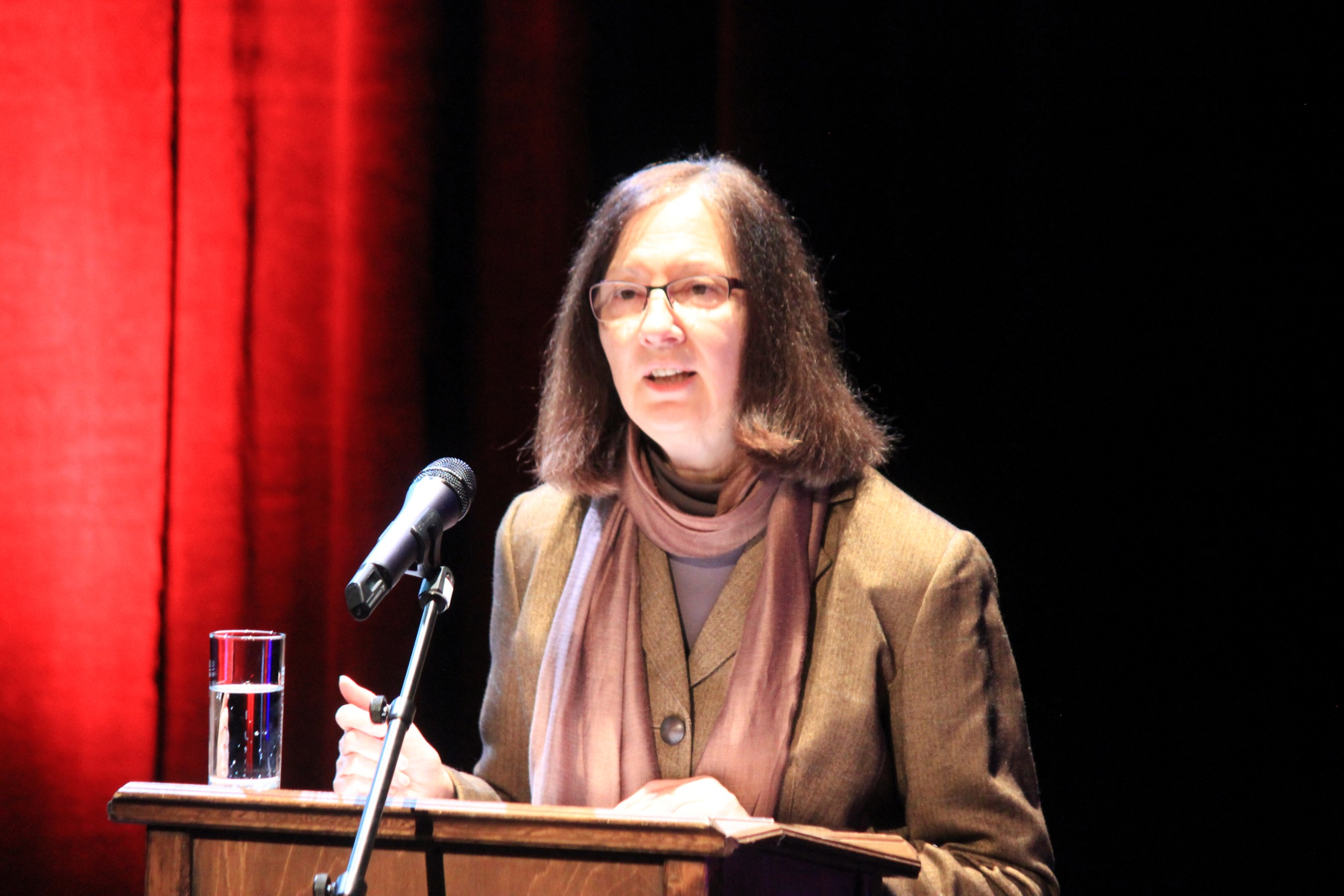
Róža Domašcyna v březnu 2018

- Adam, Horst
- Bähro, Wilhelm
- Balke, Lotar
- Bart-Ćišinski, Jakub
- Bjeńšowa, Hańža
- Brankatschk, Achim
- Brězan, Jurij
- Budar, Beno
- Čornakec, Jěwa-Marja
- Cušcyna, Měrana
- Delenkowa, Rejzka
- Domašcyna, Róža
- Dyrlich, Benedikt
- Eichler, Ernst
- Elle, Ludwig
- Faßke, Helmut
- Förster, Frank
- Frenzel, Alfons
- Große, Gerald
- Hajduk-Veljković, Dušan
- Hajduk-Veljković, Lubina
- Hannusch, Erwin
- Hustädt, Ingrid
- Chěžka, Jurij
- Ivčenko, Anatolij
- Jahn, Erika
- Janaš, Pětš
- Jentsch, Helmut
- Kasper, Martin
- Keller, Ines
- Koch, Jurij
- Kosyk, Mato
- Krawcec, Marja
- Krawža, Jurij
- Kubasch, Maria
- Kutschank, Hildegard
- Lange, Albrecht
- Lenka
- Lorenc, Kito
- Lorenc-Zalěski, Jakub
- Malinkowa, Trudla
- Marti, Roland
- Matschie, Juergen
- Meškank, Timo
- Mětowa, Měrka
- Mětšk, Frido
- Mirtschin, Maria
- Muka, Arnošt
- Musiat, Siegmund
- Młynk, Jurij
- Młynkowa, Marja
- Nagel, Jan Pawoł
- Nagora, Gerhard
- Nastickec, Beata
- Nawka, Anton
- Nawka, Michał
- Noack, Herbert
- Nowak, Józef
- Nowak-Njechorński, Měrćin
- Paska, Stefan
- Pech, Edmund
- Pernack, Martin
- Pfuhl, Christian Traugott
- Pohontsch, Anja
- Pötschke, Benno
- Prunitsch, Christian
- Radyserb-Wjela, Jan
- Šatava, Leoš
- Schenker, Rosmarie
- Schneider, Christian
- Scholze, Dietrich
- Scholze, Dorothea
- Schulz, Jana
- Schurmann, Peter
- Schuster-Šewc, Heinz
- Šěn, Franc
- Šołćic, Wórša
- Smoler, Jan Arnošt
- Stachowa, Angela
- Starosta, Manfred
- Völkel, Paul
- Walde, Martin
- Wenzel, Walter
- Werner, Eduard
- Wićazowa, Wórša
- Witkojc, Mina
- Wjenk, Měrćin
- Wölke, Sonja
- Wornar, Jan
- Zejler, Handrij[4]

## Edice
- Die sorbische Bibliothek – Tato edice si klade za cíl přiblížit lužickosrbskou literaturu ve formě jakéhosi výběru německým a němčiny znalým čtenářům.
- Krabat – Titulům vydaným v této edici je společné literární ztvárnění lužickosrbské legendy o Krabatovi tak, jak je proslavili autoři, jako Jurij Brězan, Měrćin Nowak-Njechorński a Otfried Preußler.
- Lausitz – Edice zábavnou formou přibližuje regiony Horní a Dolní Lužice.
- Nabožne knihi za dźěći – V edici vychází křesťanská náboženská literatura pro děti a mládež.
- Osterreiten – Tato edice je věnována turisticky atraktivním velikonočním jízdám (křižerjo).
- Serbska poezija – V edici vycházejí knihy současné i klasické lužickosrbské poezie.
- Trachten – Edice představuje lužickosrbské kroje z různých míst tohoto regionu.
- Wobrazki ze Serbow – Do této edice jsou zahrnuta nejrůznější sorabika a historická témata.[5]

## Periodika
- Katolski Posoł : časopis katolskich Serbow, založeno Michałem Hórnikem roku 1863, vydává Towarstwo Cyrila a Metoda z.t., ISSN 0138-2543.
- Lětopis : časopis za rěč, stawizny a kulturu Łužiskich Serbow, založeno v roce 1952, vydává Srbský institut v Budyšíně, ISSN 0943-2787.
- Nowy Casnik, původně jako Bramborski Serbski Casnik, založeno v roce 1848, obnoveno roku 1947, ISSN 0029-5418.
- Płomje, založeno v roce 1957 jako časopis FDJ v dolnolužické srbštině.
- Płomjo. založeno v roce 1952 jako časopis FDJ v hornolužické srbštině.
- Rozhlad : serbski kulturny časopis, založeno v roce 1950. ISSN 0557-4250.
- Serbske Nowiny, navazuje na noviny Tydźenska nowina založené v roce 1842.
- Schriften des Sorbischen Instituts / Spisy Serbskeho instituta[5]